# Volkert Adrianus Heringa van Haersma de With
Jhr. Volkert Adrianus Heringa van Haersma de With (Metslawier, 18 februari 1831 − Buitenpost, Haersmastate, 29 maart 1909) was een Nederlands burgemeester.

## Biografie
De With was een telg uit het geslacht De With en een zoon van de militair en bestuurder Daniel de Blocq van Haersma de With (1797-1857) en Adriana Heringa (1764-1828). Hij was een broer van bestuurder jhr. mr. Jan Minnema van Haersma de With (1821-1889).
Vanaf 1857 was De With burgemeester van de gemeente Achtkarspelen. Van 1864 tot 1869 was hij tevens kantonrechter-plaatsvervanger te Bergum.
Jhr. V.A.H. van Haersma de With overleed, ongehuwd, in 1909 op Haersmastate op 78-jarige leeftijd.